# ليالي (موسيقى)
ليالي هو أسلوب من الارتجال النمطي غير المقنن، يعتمد على المقام، يؤديه صوت مغني في الموسيقى العربية . وهو يشبه التقسيم (موسيقى) الذي يؤدَّى بآلة منفردة.
تعتبر الليالي عمومًا بمثابة مقدمة للموال. في الليالي، يرتجل المغني في أغلب الأحيان باستخدام العبارة العربية الشائعة " يا عين يا ليل".
مصطلح ليالي هو صيغة الجمع لكلمة ليل.

## روابط خارجية

### فيديو
- فيديو ليالي